# Тараненко Олександр Онисимович
Олекса́ндр Они́симович Таране́нко (нар. 24 червня 1949, с. Дмитрівка Петропавлівського району Дніпропетровської області) — український мовознавець, доктор філологічних наук з 1990, професор з 1992, член-кореспондент НАН України зі спеціальності «загальне мовознавство» (2018). У 1991—1998 рр. — директор-організатор, потім директор Інституту української мови НАН України. Автор праць із лексикології та лексикографії української мови, мовної семантики, з питань загального мовознавства та соціолінгвістики (сучасна мовна ситуація в Україні).

## Біографія
Народився в родині вчителів. Закінчив філологічний факультет Дніпропетровського державного університету (1968—1973) за спеціальністю «українська мова і література».
З 1973 року — в Інституті мовознавства імені О. О. Потебні АН УРСР: аспірант (1973–1976), з 1976 року — молодший, з 1985 року — старший, з 1986 року — провідний науковий співробітник відділу лексикології та лексикографії; з 1987 року — завідувач цього відділу. Після утворення в жовтні 1991 році Інституту української мови АН України працював у цій установі як  директор і водночас завідувач відділу лексикології та лексикографії (1991—1998), у 1998—2003 роках — як завідувач відділу лексикології, термінології та ономастики. У 2003—2009 роках завідував кафедрою загального та українського мовознавства Київського національного лінгвістичного університету. З вересня 2009 року знову працює в Інституті мовознавства імені О. О. Потебні — як провідний науковий співробітник, а з 2016 року як завідувач відділу загального мовознавства.
Був членом кількох Українських національних комісій з питань правопису при Кабінеті Міністрів України (у комісії 1994—1996 роках — як заступник голови).
Учасник XI–XVI Міжнародних з'їздів славістів. Заступник головного редактора (з 1993 р.), голова науково-редакційної ради (з 2020 р.) журналу «Мовознавство».

## Наукова діяльність
Автор близько 600 публікацій. Спеціалізується в галузях україністики, загального та зіставного мовознавства, славістики. Серед напрямів його наукових інтересів — проблеми мовної семантики, соціолінгвістики, контактів східнослов'янських мов, сучасного стану й тенденцій розвитку української та інших слов’янських літературних мов, лексикографії. 

### Мовна семантика
Проблемам семантики на різних мовних рівнях (із залученням матеріалів української та інших мов) присвячені насамперед кандидатська й докторська дисертації О. Тараненка та монографії на їхній основі — «Полісемічний паралелізм і явище семантичної аналогії» (1980), де висвітлюються питання, пов'язані з дією процесів аналогії на рівні лексичної семантики, і «Языковая семантика в ее динамических аспектах» (1989). Концепція другої з цих монографій, у якій аналізуються механізми семантичного розвитку мовних одиниць і категорій, виходить, з одного боку, з наявності принципового ізоморфізму семантичних процесів на різних мовних рівнях (у лексиці, граматиці, словотворенні) і, з другого боку, з принципової можливості їх зведення до певного єдиного комплексу (це метонімія, метафора, аналогія та ін.).
У концепції семантичної організації мови (розділ «Відображення суспільного сприйняття світу в семантиці мови» у колективній монографії  «Мова і культура» — 1986) виділив три аспекти мовного вираження суспільного сприйняття світу — людина і світ, людина і суспільство, людина як така. Особливо докладно проаналізував вираження в мові (в організації її лексико-семантичної, граматичної, словотвірної структур) принципів відображення світу в суспільній свідомості.
Виходячи із системи орієнтирів Я — ТУТ — ТЕПЕР (за К. Бюлером, Е. Бенвеністом та ін.), що становлять вісь семантико-прагматичної організації мови, — з розширенням діапазону її вияву від конкретно-мовленнєвих ситуацій до рівня мови в цілому, сформулював такі принципи цієї організації (у їхній послідовності від ширшого до вужчого), як, зокрема, у вираженні орієнтира Я (або принципу егоцентризму в мові): 
- принцип антропоцентризму;
- принцип соціоцентризму (разом з етноцентризмом та іншими різновидами групування мовного соціуму за принципами «ми — вони», «свій — чужий»);
- принцип «господаря»;

- принцип соціально активної особи, який виступає в мові у трьох трансформаціях:

а) як примат осіб зрілого віку відносно осіб юного та похилого віку — принцип вікової зрілості («дорослої людини»),
б) як примат осіб чоловічої статі відносно осіб жіночої статі — принцип андроцентризму (у патріархальних і різною мірою в постпатріархальних суспільствах),
в) як примат більш авторитетного в соціальному плані відносно менш авторитетного — принцип соціального авторитету (престижу).

### Соціолінгвістика
Цикл соціолінгвістичних праць О. Тараненка стосується питань мовної ситуації та мовної політики в сучасній Україні на загальнослов’янському тлі, стану і тенденцій розвитку української та інших слов’янських літературних мов постсоціалістичної доби: це, зокрема, колективна монографія «Українська мова: 1945–1995» (1999), монографія «Актуалізовані моделі в системі словотворення сучасної української мови (кінець XX—початок XXI ст.)» (2015). 
У сфері контактів східнослов’янських мов особливу увагу О. Тараненка привертають, з одного боку, зміни в тенденціях до «притягування» / «відштовхування» у відносинах між українською й російською мовами після здобуття Україною державної незалежності, а з другого, — специфіка такого  усного субстандартного ідіому, як українсько-російський «суржик» (у зіставленні з аналогічними ідіомами в інших слов’янських мовах).

### Лексикографія
У галузі теоретичної лексикографії розробив концепцію нового багатотомного тлумачного словника української мови активного типу (проспект «Новий словник української мови: концепція і принципи укладання словника». К., 1996 р.), а також концепції однотомного тлумачного словника української мови середнього обсягу, словника нових слів і значень української мови, зведеного словопокажчика української лексики (кінець XVIII—початок XXI ст.) і був науковим керівником авторських колективів цих словників.
Розробник концепції і співголова редколегії першої в україністиці й найповнішої серед слов'янських мов фундаментальної енциклопедії «Українська мова» (2000; 3-є вид. — 2007), для якої написав також близько 150 статей. 
Багато уваги приділяє питанням нормативності української літературної мови: автор довідника «Словозміна української мови» (2003), упорядник і співавтор матеріалів обговорення питань реформування орфографії та пунктуації «Український правопис: так і ні» (1997), укладач і редактор низки словників — академічного «Орфографічного словника української мови» (1994, 2-е вид. — 1999; у співавторстві), академічного «Словника синонімів української мови» у 2 т. (1999–2000 рр.; у співавторстві), нового академічного тлумачного «Словника української мови» у 20 т. (як науковий редактор кількох його томів, а починаючи від 5-ого тому також як перший заступник голови редколегії словника).
У «Шевченківській енциклопедії» в 6 томах (2012–2015) опублікував цикл статей про мовні засоби образної системи поезії Тараса Шевченка.

## Основні публікації

### Монографії (індивідуальні та колективні)
- Полісемічний паралелізм і явище семантичної аналогії. — К.: Наукова думка, 1980. — 116 с.
- Автор розділу «Відображення суспільного сприйняття світу в семантиці мови» // Мова і культура. — К.: Наукова думка, 1986. — С. 91—137.
- Языковая семантика в ее динамических аспектах. — К.: Наукова думка, 1989. — 253 с.
- Новий словник української мови (концепція і принципи укладання словника). — К., 1996. — 172 с.
- Український правопис: так і ні. — К.: Рідна мова, 1997 (упорядник, співавтор).
- Українська мова: 1945–1995. — Opole (Польща), 1999 (автор розділу «Мовна ситуація і мовна політика часів “перебудови” та державної незалежності України», с. 35–66).
- Variation und Stabilität in Kontaktvarietäten: Beobachtungen zu gemischten Formen der Rede in Weißrussland, Ukraine und Schlesien. — Oldenburg (Німеччина), 2013 (автор розділу «Варіантність vs стабільність у структурі українсько-російського“«суржику»: сукупність ідіолектів vs соціолект», С. 27—61.)
- Trasjanka und Suržyk — gemischte weißrussische und ukrainisch-russische Rede: Sprachlicher Inzest im Weißrussland und der Ukraine? — Frankfurt am Main: Peter Lang, 2014 (співредактор і автор розділу  «Ukrainisch-russischer Suržyk: Status, Bewertungen, Tendenzen, Prognosen», С. 265—287.).
- Актуалізовані моделі в системі словотворення сучасної української мови (кінець ХХ–ХХІ ст.). — К., 2015. — 248 с.
- Андроцентризм у системі мовних координат і сучасний гендерний рух. — К., 2021. — 112 с.

### Словники, енциклопедії, довідники
- Орфографічний словник української мови. — К.: Довіра, 1994. — 864 с.; 2-е вид. – 1999. — 989 с. (співукладач).
- Словник синонімів української мови: У 2 т. — К.: Наук. думка, 1999–2000 (співукладач і співредактор).
- Українська мова: Енциклопедія. — К.: Вид-во «Українська енциклопедія ім. М. П. Бажана», 2000 (2-е вид. — 2004; 3-є вид. — 2007) — автор концепції, співголова редколегії, автор близько 150  статей.
- Словозміна української мови (таблиці відмінювання і дієвідмінювання). — Nyíregyháza (Угорщина), 2003. — 200 с.
- Українсько-російський і російсько-український словник: Сфера ділового і професійного спілкування. — К.: Вища школа, 2011. — 552 с. (співукладач і редактор).
- Bibliographie zu deutschen Lehnwörtern im Weißrussischen, Ukrainischen und Russischen (у співавторстві).[недоступне посилання з жовтня 2019]

### Статті

#### 1990-ті рр.
- Динаміка слов’янських іменних класифікацій у діахронії і синхронії // Слов’янське мовознавство: Доповіді на ХІ Міжнародному з’їзді славістів. — К., 1993. — С. 74–98.
- Мова Київської Русі: вузол історико-лінгвістичних і політико-ідеологічних проблем // Історія української мови: Хрестоматія. — К., 1996. — С. 280–286.
- Українська мова наприкінці XX ст.: Старі проблеми і нові перспективи // Studia z filologii Polskiej i Slowiańskiej. — Warszawa, 1999. — T. 35. — С. 273–290.

#### 2000-ті рр.
- Языковая ситуация и языковая политика времен «перестройки» и государственной независимости Украины // Sprachwandel in der Slavia: Die slavischen Sprachen an der Schwelle zum 21. Jahrhundert. — Frankfurt am Main etc., 2000. — T. l, 2. — С. 635—652.
- Синоніми української мови // Словник синонімів української мови: У двох томах. — К., 2000. — Т. 2. — С. 945—954.
- Українська мова і сучасна мовна ситуація в Україні // Мовознавство. — 2001. — № 4. — С. 3—19.
- Три метафоричні моделі слов’янської єдності та їх різні інтерпретації (Коллар — Пушкін — Шевченко та ін.) // Мовознавство. — 2001. — № 3. — С. 55—61.
- Українська ономастика в системі нових державно-політичних координат // Linguistica slavica: Ювілейний збірник на пошану І. М. Желєзняк. — К., 2002. — С. 165—175.
- Колоквіалізація, субстандартизація та вульгаризація як характерні явища стилістики сучасної української мови (з кінця 1980-х рр.) // Мовознавство. — 2002. — № 4/5. — С. 23—41; 2003. — № 1. — С. 23—41.
- Мовна ситуація та мовна політика в сучасній Україні (на загальнослов'янському тлі) // Мовознавство. — 2003. — № 2/3. — С. 30—55.
- Принцип андроцентризму в системі мовних координат і сучасний гендерний рух // Мовознавство. — 2005. — № 1. — С. 3—25.
- Сучасні тенденції до перегляду нормативних засад української літературної мови і явище пуризму (у межах граматичних категорій іменника) // Мовознавство. — 2005. — № 3/4. — С. 85—104.
- Сучасні тенденції до перегляду нормативних засад української літературної мови і явище пуризму (у межах іменних граматичних категорій) // Мовознавство. — 2006. — № 1. — С. 44—61.
- Дієслово в контексті сучасних тенденцій до перегляду нормативних засад української літературної мови // Мовознавство. — 2006. — № 2/3. — С. 55—77.
- «Я» (сукупність принципів антропоцентризму, соціально активної особи та андроцентризму) в організації слов’янських іменних (родових) класифікацій // Мова. Людина. Світ: До 70-річчя професора М. П. Кочергана. — К., 2006. — С. 67—71.
- Ukrainian and Russian in contact: attraction and estrangement // International Journal of the Sociology of Language. — 2007. — № 183. — Р. 119—140.
- На теми сучасної української ономастики // Мовознавство. — 2007. — № 1. — С. 6—22.
- Українсько-російський суржик: статус, тенденції, оцінки, прогнози // Мовознавство. — 2008. — № 1. — С. 14—30.
- Сучасні тенденції до перегляду нормативних засад української літературної мови і явище пуризму (на загальнослов'янському тлі) // Мовознавство. — 2008. — № 2/3. — С. 159—189.
- Український і російський мовно-культурні вектори в сучасній Україні: реальність, політизація, міфи // Мовознавство. — 2009. — № 2. — С. 3—33; 2009. — № 3/4. — С. 54—81.
- На теми сучасного українського ономастикону: тенденції конотативних нашарувань // Мовознавство. — 2010. — № 1. — С. 14—36.
- Українсько-російські мовні контакти на сучасному етапі: притягування і відштовхування. І. Впливи, інтерференція, запозичення // Мовознавство. — 2010. — № 2/3. — С. 55—82.
- Українсько-російські мовні контакти на сучасному етапі: притягування і відштовхування. II. Текстуальні вкраплення, прецедентні тексти мовою оригіналу // Мовознавство. — 2010. — № 4/5. — С. 22—39.

#### 2010-ті рр.
- Явище історико-мовної міфотворчості в сучасному українському суспільстві // Мовознавство. — 2011. — № 6. — С. 14—33.
- Національна політика Російської Федерації як один із чинників прискорення культурно-мовної асиміляції етнічних українців // Науковий збірник Музею української культури у Свиднику. — Свидник (Словаччина), 2011. — № 26. — С. 19—28.
- Лівий — правий, демократ — ліберал та ін.: Семантико-оцінні переорієнтації в опозиціях сучасного українського політичного спектра // Акцентологія. Етимологія. Семантика: До 75-річчя академіка НАН України В. Г. Скляренка. — К.: Наукова думка, 2012. — С. 454—470.
- Суперечності між національним і соціальним у розвитку літературної мови // Екологія мови і мовна політика в сучасному суспільстві. — К., 2012. — С. 92—118.
- Укр. воріженьки: дзеркало національної ментальності? // Studien zu Sprache, Literatur und Kultur bei der Slaven: Gedenkenschrift für George Y. Shevelov aus Anlass seines 100. Geburtstages und 10. Todestages. — München; Berlin, 2012. — С. 231—244.
- Формування нової системи соціальних цінностей і пріоритетів українського суспільства (на матеріалах української мови кінця ХХ — початку ХХІ ст.) // Мовознавство. — 2012. — № 3. — С. 3—31; 2012. — № 5. — С. 14—33; 2013. — № 6. — С. 3—26; 2014. — № 1. — С. 3—31; 2014. — № 3. — С. 3—33; 2014. — № 5. — С. 14—34 (цикл статей).
- Мовна присутність української західної діаспори в сучасній Україні // Slavic Languages in Migration (Slavische Sprachgeschichte, Bd 6). — Wien; Berlin, 2013. — С. 125—160.
- Мова української західної діаспори і сучасна мовна ситуація в Україні // Мовознавство. — 2013. — № 2/3. — С. 63—99.
- Die Sprachenlandschaft der zentralen Ukraine: Ukrainisch, Russisch, «Surzyk» (Verwendung — Kompetenz — nationale Positionierung) // Die Welt der Slaven. — 2015. — Bd 60. — S. 248—275 (у співавторстві).
- Загальнокультурні впливи Галичини в сьогоднішньому мовному житті України  // Мовознавство. — 2015. — № 2. — С.44—53.
- Мовний ландшафт Центральної України: українська мова, російська мова, «суржик» // Мовознавство. — 2015. — № 4. — С. 3—25 (у співавторстві).
- Порівняння // Шевченківська енциклопедія: У 6 т. — К., 2015. — Т. 5. — С. 277—284.
- Троп // Шевченківська енциклопедія: У 6 т. — К., 2015. — Т. 6. — С. 305—316.
- Фігура стилістична // Шевченківська енциклопедія: У 6 т. — К., 2015. — Т. 6. — С. 490—500.
- Нові явища у фонетиці сучасної української мови (кінець ХХ—початок ХХІ ст.) // Мовознавство. — 2016. — № 2. — С. 15—44.
- Активізація тенденцій до аналітизму versus до синтетизму в сучасній українській літературній мові (кінець ХХ — початок ХХІ ст.). І  // Мовознавство. — 2016. — № 5. — С. 3—17.
- Активізація тенденцій до аналітизму versus до синтетизму в сучасній українській літературній мові (кінець ХХ — початок ХХІ ст.). ІІ  // Мовознавство. — 2016. — № 6. — С. 3—22.
- Активізація змін у межах явища мовної варіантності в українській літературній мові новітнього періоду (кінець ХХ — початок ХХІ ст.) // Мовознавство. — 2017. — № 3. — С. 17—38.
- Тенденції до «елітаризації» як один з напрямів розвитку української літературної мови новітнього періоду (кінець ХХ — початок ХХІ ст.) // Мовознавство. — 2017. — № 4. — С. 65—80.
- Зміни у співвідношеннях між тенденціями до аналітизму / до синтетизму на межі ХХ–ХХІ ст. (українська мова на загальнослов’янському тлі) // Мовознавство. — 2018. — № 2. — С. 43—68.
- Словники української мови в діяльності Академії наук України // Народна творчість та етнологія. — 2018. — № 4. — С. 5—14.
- Нові тенденції в поширенні елементів російської мови в корпусі й текстах української літературної мови // Мовознавство. — 2019. — № 2. — С. 3—25; № 3. — С. 3—21.